# شعوبية
الشعوبية هي حركة اجتماعية قومية ظهرت بوادرها في العصر الأموي، إلا أنها ظهرت للعيان في بدايات العصر العباسي. وهي حركة من يرون أن لا فضل للعرب على غيرهم من العجم. وقد تصل إلى حد تفضيل العجم على العرب والانتقاص منهم.

## أصل الفكر الشعوبي
جاء في القاموس المحيط «والشعوبي بالضم محتقر أمر العرب وهم الشعوب». قال عنها القرطبي هي حركة «تبغض العرب وتفضل العجم» وقال الزمخشري في أساس البلاغة: «وهم الذين يصغرون شأن العرب ولا يرون لهم فضلاً على غيرهم». تعرف الموسوعة البريطانية الشعوبية بأنها كل اتجاه مناوئ للعروبة.
إن أقدم الكتب التي حملت إلينا اسم الشعوبية هو كتاب البيان والتبيين للجاحظ وأن أصل كلمة الشعوبية مشتقة من كلمة شعب. وجمعها شعوب وهو الجيل من الناس وهو أوسع من كلمة القبيلة.
كان الشعوبيون يتمسكون بهذه الآية من القرآن: ''يَا أَيُّهَا النَّاسُ إِنَّا خَلَقْنَاكُمْ مِنْ ذَكَرٍ وَأُنْثَىٰ وَجَعَلْنَاكُمْ شُعُوبًا وَقَبَائِلَ لِتَعَارَفُوا إِنَّ أَكْرَمَكُمْ عِنْدَ اللَّهِ أَتْقَاكُمْ إِنَّ اللَّهَ عَلِيمٌ خَبِيرٌ''. الحجرات (آية:13)
كان الشعوبيون يسمون حركتهم «حركة التسوية» (التسوية بين حقوقهم وحقوق العرب). ويرى المفكر الإسلامي الإيراني علي شريعتي أن الحركة الشعوبية تحولت تدريجيا من حركة تسوية إلى حركة تفضيل العجم على العرب وعملت عبر ترويج المشاعر القومية وإشاعة اليأس من الإسلام إلى ضرب سلطة الخلافة.
يقول د. علي شريعتي عن الحركة الصفوية متطرقا إلى استنادها إلى مبدأ «الشعوبية»: «وبغية ترسيخ أفكارها وأهدافها في ضمائر الناس وعجنها مع عقائدهم وإيمانهم عمدت الصفوية إلى إضفاء طابع ديني على عناصر حركتها وجرّها إلى داخل بيت النبي إمعانا في التضليل ليتمخض عن ذلك المسعى حركة شعوبية شيعية، مستغلة التشيع لكي تضفي على الشعوبية طابعا روحيا ساخنا ومسحة قداسة دينية، ولم يكن ذلك الهدف الذكي متيسرا إلا عبر تحويل الدين الإسلامي وشخصية النبي محمد وعلي إلى مذهب عنصري وشخصيات فاشية، تؤمن بأفضلية التراب والدم الإيراني والفارسي منه على وجه الخصوص»

## انتشار الشعوبية
في بداية الأمر انتشرت الشعوبية بين المسلمين الفرس لأنهم أول من دخل الإسلام من غير العرب ثم ظهر شعوبيون هنود ثم أتراك [بحاجة لمصدر] ثم مولدي الأندلس (الإسبان المستعربون).
كانت النزعة الشعوبية واسعة وقوية بين الفرس لعدة أسباب منها: أنه في عصر الفتوحات الإسلامية، كان الفرس أكثر تحضراً من العرب، وأكثر مدنية، فنما لديهم شعور بالاستعلاء يعمق نزعة التعصب لديهم بعد أن قام المسلمون ممثلون بالعرب بالسيطرة على بلادهم، كما أن الفرس قد دخلوا الإسلام بأعداد هائلة فتشكلت منهم أكثرية عددية بين الموالي.

## مظاهر الشعوبية

### الشعوبية في الأدب والشعر
اتخذت الحركة الشعوبية من الآداب وسيلة لزرع بذور العنصرية والكراهية في نفوس أبناء أمتها تجاه العرب خاصة والإسلام عامة وكان الشعر أحد أهم فروع الآداب المستخدمة في هذا الإطار لكونه الأكثر التصاقاً في عقول القراء والمستمعين والأسهل حفظاً في الذاكرة. من أعمدة الأدب الشعوبي، الفردوسي والخيام وأبي مسلم الخراساني وأبي بكر الخرمي والرودكي ومحمود الغزنوي.[بحاجة لمصدر]
قام محمود الغزنوي في القرن الثالث الهجري بتكليف الشاعر الشعوبي أبو القاسم الفردوسي بكتابة قصائد شعرية يمجد فيها تاريخ فارس وحضارتها، وقد تعهد له بأن يعطيه وزن ما يكتبه ذهباً وعلى هذا الأساس وضع الفردوسي ملحمته وأسماها الشاهنامة (سير الملوك)، ووضع جلها في شتم العرب وتحقيرهم وتمجيد الفرس وملوكهم. ومما يقوله الفردوسي في «الشاهنامة»: «من شرب لبن الابل وأكل الضب؟ بلغ العرب مبلغاً أن يطمحوا في تاج الملك؟ فتباً لك أيها الزمان وسحقا».[بحاجة لمصدر]

### التصفية والاغتيالات والدسائس
بعض المؤرخين يعتبرون أولى أعمال الشعوبية هو اغتيال أبو لؤلؤة الفيروزي للخليفة عمر بن الخطاب انتقاما للدولة الساسانية التي قهرت في عهده. كما تدخلوا في الصراع بين الاخوين الأمين والمأمون، حين استعان بهم المأمون ضد أخيه، وجعل منهم قادة الجيش. وكان للشعوبية دور في إنشاء الفرق الباطنية كالقرامطة والنصيرية وغيرهم.

## الشعوبية الحديثة
في عام 1966، كتب سامي حنا وج. جاردنر مقالاً بعنوان «تحديث الشعوبية» في مجلة الشرق الأوسط. الأستاذ الجامعي الهولندي ليونارد سي بيجل في كتابه عام 1972 الأقليات في الشرق الأوسط: أهميتها كعامل سياسي في العالم العربي، صاغ من مقال حنا وغاردنر مصطلح الشعوبية الحديثة لتسمية المحاولات الحديثة للقوميات البديلة غير العربية وغالبا لغير المسلمين في الشرق الأوسط، على سبيل المثال القومية الآشورية والقومية الكردية والقومية البربرية والقومية القبطية والقومية الفرعونية والقومية الفينيقية والقومية السورية. في مقال عام 1984، استخدم دانيال ديشون وبروس مادي-فايتسمان نفس المصطلح الحديث، الشعوبية الحديثة.
بعض هذه الجماعات، ولا سيما الأكراد والأشوريين واليزيديين والمندائيين، إلى جانب عدد قليل جدًا من الأقليات ليسوا في الواقع عربًا ولا متحدثين بالعربية، وقد ثبت أنهم أيدوا هوية مميزة قبل وبعد فتح العرب المسلمين للشرق الأدنى.
في مقال عام 2002، أشار آرييل إ. أهرام إلى معنى حديث مشابه لمصطلح الشعوبية ضد المسلمين الشيعة العراقيين، وبشكل عام ضد الإسلام الشيعي.
| شعوبية | ضمنيًا خلال رفض صدام لـ"دين الخميني" كان الاتهام بأن أي ممارسة إسلامية تتمحور حول إيران كانت شعوبية - وهو مصطلح يطبق في الأصل على المسلمين غير العرب، وخاصة الفرس، الذين قاوموا الادعاءات العربية بأنهم ورثة النبي الرئيسيين للثقافة الإسلامية. سعى البعث لتصوير الخميني وإيران على أنهم ورثة هؤلاء المنشقين الإسلاميين الأوائل، ثم دعا صدام الشيعة العراقيين إلى تجريد أنفسهم من ميولهم الشعوبية وتقديسهم للقادة الدينيين الإيرانيين والعودة إلى الإسلام العربي الأصيل. | شعوبية |